# Préfecture de La Réunion

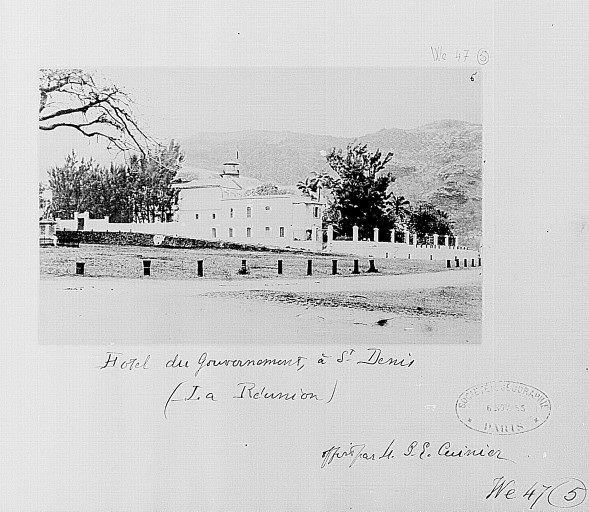
Les bâtiments de l'actuelle préfecture avant 1885.

La préfecture de La Réunion est une préfecture française compétente sur l'île de La Réunion, un département d'outre-mer dans le sud-ouest de l'océan Indien. Actuellement administré par le préfet de La Réunion, ce service déconcentré de l'État français a son siège au cœur du quartier du Barachois, à Saint-Denis. Il gère trois sous-préfectures à Saint-Benoît, Saint-Paul et Saint-Pierre.

## Sous-préfectures
- Sous-préfecture de Saint-Benoît.
- Sous-préfecture de Saint-Paul.
- Sous-préfecture de Saint-Pierre.